# Delta 4000
Delta 4000 – seria amerykańskich rakiet nośnych Delta powstała jako kombinacja elementów z rakiet Delta II oraz ich poprzedników. Pomimo opracowania wielu wariantów rakiety wykorzystano wyłącznie jeden.

## System oznakowania
- Pierwsza cyfra (model członu centralnego i silników pomocniczych):
  - 4: Thor ELT (silnik MB-3-3), Castor 4A
- Druga cyfra (ilość silników pomocniczych):
  - 9: dziewięć silników
- Trzecia cyfra (model członu drugiego):
  - 2: Delta-K (silnik AJ-10-119K)
- Czwarta cyfra (model członu trzeciego):
  - 5: PAM-D (silnik Star-48B)

## Starty
1. 28 sierpnia 1989, 22:59 GMT; konfiguracja 4925; s/n Delta 187; miejsce startu: Cape Canaveral Air Force Station (SLC-17B), USA
Ładunek: Marco Polo 1; Uwagi: start udany
2. 12 czerwca 1990, 05:52 GMT; konfiguracja 4925; s/n Delta 196; miejsce startu: Cape Canaveral Air Force Station (SLC-17B), USA
Ładunek: INSAT-1D; Uwagi: start udany